# Grand'Anse (Mahé)
Pour les articles homonymes, voir Grand Anse.

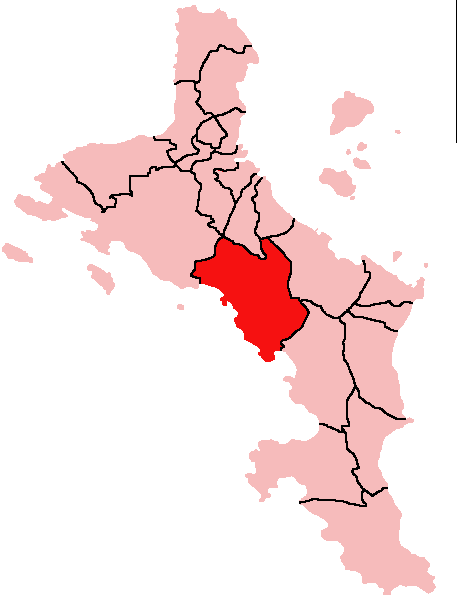
Localisation du district de Grand'Anse de l'île Mahé.

Grand'Anse est un district de l'île de Mahé, aux Seychelles.

## Géographie

### Démographie
Le district de Grand'Anse couvre 15,4 km2 et compte 2 587 habitants (2002).